# Jahja ibn Abd al-Aziz
Jahja ibn Abd al-Aziz (ur. ?, zm. 1163 w Sali) był ostatnim władcą z dynastii Hammadydów w Algierii w latach 1121–1152.
Został złożony z tronu przez Abd al-Mumina założyciela dynastii Almohadów po klęsce poniesionej pod Bidżają w 1152 roku. Najpierw ratował się ucieczką do Konstantyny, a następnie udał się na honorowe wygnanie do Sali, gdzie zmarł w 1163 roku.